# Renju, Guangdong
Renju (kinesiska: 仁居, Jen-chü) är en köping i sydöstra Kina. Den ligger i Pingyuan härad i staden Meizhou i provinsen Guangdong, omkring 320 kilometer nordost om provinshuvudstaden Guangzhou. Antalet invånare är 17 779. Befolkningen består av 8 864 kvinnor och 8 915 män. Barn under 15 år utgör 18,0 %, vuxna 15-64 år 68 %, och äldre över 65 år 13,0 %.